# Pudłówek
Pudłówek [pronunciación en polaco: /pudˈwuvɛk/] es un pueblo ubicado en el distrito administrativo de Gmina Poddębice, dentro del condado de Poddębice, voivodato de Łódź, en el centro de Polonia.  Se encuentra aproximadamente a 9 kilómetros al suroeste de Poddębice y a 39 kilómetros al oeste de la capital regional, Łódź.